# Zapadlisko Minbułackie
Zapadlisko Minbułackie (uzb.: Mingbuloq botigʻi; ros.: впадина Мынбулак, wpadina Mynbułak) – zapadlisko w środkowym Uzbekistanie, w wilajecie nawojskim, o głębokości sięgającej 12 m p.p.m.; jest to najgłębsza depresja Uzbekistanu. Rozciąga się z północnego zachodu na południowy wschód; od północy, wschodu i południa ograniczone jest stromą krawędzią, od zachodu zaś pustynią piaszczystą. Występują sołonczaki.